# Alfréd Meissner
Alfréd Meissner (10. dubna 1871 Mladá Boleslav – 29. září 1950 Praha) byl československý politik, meziválečný ministr československých vlád a poslanec Národního shromáždění za Československou sociálně demokratickou stranu dělnickou.

## Biografie
Narodil se do rodiny zámožného podnikatele Viléma Meissnera (1838–1911).
Jeho první manželka Olga (1884–1906), rozená Sommerová, zemřela brzy po svatbě. Po její smrti se oženil s její mladší sestrou Růženou (1887–1982). Měli spolu tři děti, syny Hanuše, Vladimíra a dceru Olgu.
Za první světové války se podílel na protirakouském odboji, jako člen Národního výboru za sociální demokracii připravil v roce 1918 prozatímní ústavu, účastnil se na přípravě československé ústavy z roku 1920 (zasedal v užším šestičlenném komitétu pro ústavu) a volebních zákonů (vydal Řád volení do obcí 1923).
V letech 1918–1920 zasedal v Revolučním národním shromáždění. V parlamentních volbách v roce 1920 získal poslanecké křeslo v Národním shromáždění. Mandát v parlamentních volbách v roce 1925 obhájil a do parlamentu se dostal znovu po parlamentních volbách v roce 1929 a parlamentních volbách v roce 1935. Poslanecký post si oficiálně podržel do zrušení parlamentu 1939, přičemž ještě v prosinci 1938 přestoupil do poslaneckého klubu nově utvořené Národní strany práce.
Podle údajů z roku 1935 byl profesí advokátem, bytem v Praze.
Kromě parlamentních funkcí vystřídal i několik ministerských postů. V druhé vládě Vlastimila Tusara byl roku 1920 ministrem spravedlnosti. Znovu se na tento post vrátil v letech 1929–1934 ve druhé vládě Františka Udržala a první vládě Jana Malypetra. V letech 1934–1935 zastával post ministra sociální péče ve druhé vládě Jana Malypetra.
Za okupace byl kvůli svému židovskému původu vězněn v Terezíně (je i uváděn mezi "herci" v nacistickém propagandistickém filmu z prostředí Terezína Vůdce daroval židům město z roku 1944), po osvobození vystupoval proti snahám o spolupráci sociální demokracie s KSČ.
Po roce 1946 zasedal v parlamentní subkomisi pro přípravu nové československé ústavy, čímž zopakoval svou aktivitu z roku 1920.
Zemřel roku 1950 v Praze. Byl pohřben na Vinohradském hřbitově.